# 中條晴夫
中條 晴夫（ちゅうじょう はるお、1906年（明治39年）3月27日 - 1995年（平成7年）5月17日）は、日本の実業家。元百十四銀行頭取、中條文化振興財団設立者。

## 略歴
1906年（明治39年）3月27日、香川県高松市に生まれる。1928年（昭和3年）に法政大学法文学部法律科を卒業する。
1929年（昭和4年）に百十四銀行に入行し、営業部次長、取締役を経て、1948年（昭和23年）に常務に就任する。
1952年（昭和27年）に専務、1959年（昭和34年）10月に副頭取、1975年（昭和50年）12月に頭取、1979年（昭和54年）12月に会長に就任し、1989年（平成1年）6月に取締役相談役に退く。
1993年（平成5年）に中條文化振興財団を設立する。
1995年（平成7年）5月17日に死去、89歳。叙・従五位

## 人物
1978年（昭和53年）勲四等旭日小綬章を受章、1987年（昭和62年）第27回四国新聞文化賞を受賞、1988年（昭和63年）に香川県文化功労者として表彰される。